# 利霍利特基
50°56′48″N 31°8′52″E / 50.94667°N 31.14778°E
利霍利特基（烏克蘭語：Лихолітки）是位於烏克蘭北部切爾尼希夫州裏切爾尼希夫區的村莊，始建於1800年，面積1.98平方公里，海拔高度111米，2001年人口855，人口密度每平方公里431.4人。